# Битва при Алашехире
Битва при Алашехире (греч. Μάχη του Alaşehir) — сражение между войсками никейского императора Феодора I Ласкариса и армией турок-сельджуков под командованием конийского султана Кейхюсрева I.

## Причины конфликта
Ибн Биби писал, что Ласкарис мешал передвижению караванов через территорию Никейской империи и перестал платить дань сельджукскому султану, что спровоцировало войну. Согласно «Анонимному Сельджук-наме», война была спровоцирована никейским патриархом, который приказал правителю Никейской империи Феодору Ласкарису сражаться с турками и пригрозил лишить его престола или отлучить от церкви. Никита Хониат не называл причин этой войны. Георгий Акрополит и Никифор Григора видели причину конфликта между Феодором Ласкарисом и сельджукским султаном Кейхюсревом I в бывшем византийском императоре Алексее III Ангеле, который прибыл ко двору Кейхюсрева в 1211 году из Эпирского царства. Он умолял султана свергнуть «узурпатора» Ласкариса и возвратить ему власть. Кейхюсрев потребовал от никейского правителя отречения в пользу Ангела, но, получив отказ, начал собирать войска. По словам Георгия Акрополита, «Ласкарис знал, что Кейхюсрев использовал Алексея III в качестве предлога, но на самом деле его настоящей целью было взять под свой контроль все Византийское государство». Византийские источники не упоминают действия Ласкариса и не сообщают, что Ласкарис в одностороннем порядке нарушил соглашение с султаном. Византийские хронисты заявляют, что войну начал Кейхюсрев. Ибн Биби писал, что война началась, поскольку Феодор Ласкарис мешал передвижению караванов через свою территорию и перестал платить дань султану Кейхюсреву I.
К. Каэн назвал причинами войны интриги Алексея III Ангела против Ласкариса; интриги латинского императора Константинополя Генриха I Фландрского; недисциплинированность туркмен на сельджукско-никейской границе; «и, наконец, согласно одному источнику, возмущение одной греческой фракции потерей Антальи», то есть, неспособность византийцев смириться с падением Антальи.

## Силы противников
Греческие авторы приводят различные данные о численности войск. Георгий Акрополит, Феодор Скутариот и Никифор Григора сообщали, что в армии Ласкариса было 2000 человек, тогда как епископ Пелагонийский Георгий в житии никейского императора Иоанна Ватаца писал о 3000. Армию Кейхюсрева Георгий Пелагонийский оценил в 60000 человек, а Никифор Григора — в 20000. По словам А. Саввидеса, более реальной является оценка Никифора Григоры. Ф. Успенский утверждал, что у султана было 20 000 воинов, а у Феодора 2500 всадников, из которых 800 были франками.

## Дата битвы
Георгий Акрополит и Никифор Григора не датировали битву. Бар-Эбрей не упоминал битву, но датировал смерть Кейхюсрева 1207/08 годом. Этим же годом датировали битву Нувайри, Аксарайи, Ибн аль-Варди и Аль-Калкашанди; Хетум Патмич — 1209/10. Однако в «Мечети Акынджи» в Конье есть надпись, с именем Кейхюсрева, датированная июлем-августом 1210 года. То есть, султан был в это время жив. Хамдуллах Казвини и Ахмед ибн Махмуд — 1212/13. Однако в июне-июле 1211 года посланники  Кейкавуса вели переговоры с Феодором Ласкарисом, что свидетельствует о смерти Кейхюсрева до этого времени. Абуль-Фида, Ибн аль-Асир, Ибн Биби, Мирхонд,  Бедреддин аль-Айни, Джаффари, Дженаби и Мюнеджибаши датировали битву 608 годом Хиджры (15 июня 1211 года — 3 июня 1212 года).
Точный день указывал «Анонимный Сельджук-наме» — 23 зульхидже 607 (7 июня 1211). По словам П. Жаворонкова и Ф. Ван Трихта, Ибн аль-Асир назвал 7 июня 1211 года, однако С. Кайа утверждал, что точной даты в арабском тексте Ибн аль-Асира нет и она добавлена издателем французскомго перевода. В Никее находится захоронение Михаила Комнина, погибшего 17 июня 1211 года (14 индикта 6719). По словам П. Жаворонкова,  сражение состоялось между 15 и 17 июня 1211 года. Ван Трихт назвал эту версию "несостоятельным предположением".
Т. Райс не указывала явно дату битвы, но войну и смерть Кейхюсрева датировала 1210 годом, В. Гордлевский датировал битву тем же годом, В. Запорожец — 5 июня 1211, С. Кайи — 7 июня 1211 года, О. Туран — 5 июня 1211 года. 

## Место битвы
Исламские и византийские источники дают разные сведения о месте битвы, но все они сходятся во мнении, что битва произошла на территории Никейской империи. Согласно Ибн Биби битва была у Алашехира после осады города, Мюнеджимбаши повторил информацию Ибн Биби, Аксарайи писал, что Кейхюсрев погиб у Ладика, Хетум Патмич упоминал Хоназ как место битвы. Георгий Акрополит и Никифора Григора указывали на Антиохию-на-Меандре как на место битвы.
Византинисты (Дж. Финлей, Ф. Успенский, А. Васильев, Д. Коробейников, П. Жаворонков, Ф. Ван Трихт, Г. Принцинг, Б. Хендрикс) местом битвы называли Антиохию-на-Меандре. Однако Кейхюсрев ранее захватил Антиохию и нет данных, что её регион был возвращен византийцами. Кроме того, даже византийские источники утверждают, что битва произошла на византийской территории. Исходя из этого, С. Каии полагал, что более достоверно сообщение Ибн Биби. Востоковеды (В.Гордлевский, Т. Райс, С. Кайа, В. Запорожец, О. Туран) утверждали, что более достоверно сообщение Ибн-Биби и помещали битву к Алашехиру (кроме А. Севима, который писал, что битва состоялась между Денизли и Ладиком у Антиохии).

## Ход битвы
По словам Успенского, собрав армию, султан вместе с Алексеем отправился осаждать Антиохию-на-Меандре. Вскоре к городу прибыл Феодор.
Ибн Биби отмечал, что Кейхусрев занял место в центре, снял доспехи, которые мешали быстро двигаться, и атаковал врага.
Согласно "Анонимному Сельджук-наме" , что беи  попросили Кейхусрева остаться в центре армии и только руководить и командовать армией, но Кейхусрев лично атаковал центр армии Ласкариса с 200 солдатами под командованием Аябы.
И Акрополит, и Григора утверждали, что латиняне атаковали армию сельджуков, но  были уничтожены турецкой армией.  Григора утверждал, что латиняне атаковали центр сельджукской армии, состоявший из копейщиков, прорвали боевой порядок сельджуков и достигли самого тыла армии, но сельджукская армия, хотя и понесла большие потери из-за эффекта этой первой внезапной атаки, немедленно окружила латинян и полностью уничтожила их. И Акрополит, и Григора сообщали, что после этого  армия сельджуков  разгромила византийские войска,  многие из византийских солдат были убиты, некоторые из оставшихся бежали, не оглядываясь, а оставшиеся отступили. Византийские источники ясно упоминают о поражении Ласкариса и победе Кайхусрова.
В этой битве сначала перевес был на стороне сельджуков, сам Ласкарис был сбит с коня. Но в дальнейшем султан погиб. Георгий Акрополит писал, что «Султан ударил императора по голове, так что тот упал с лошади, <…> император встал на ноги, извлек меч из ножен и <…> ударил по задним ногам султанской лошади (а тот сидел на огромной кобыле). Султан был сброшен будто с башни, и вдруг ему отрубили голову. Ни император, ни кто-либо другой из стоявших рядом не знал кем [именно] он был обезглавлен». В описании Ибн Биби «султан выбил Ласкариса из седла», но не позволил подчиненным убить Ласкариса. Солдаты Ласкариса бежали и охрана султана бросилась в погоню. В это время неожиданно всадник-франк налетел на султана и убил его". Император отдал мусульманам тело Кейхусрева для временного захоронения в Алашехире; также он приказал казнить франкского солдата, который убил султана.
Дж. Финлей, А. Васильев и Ф. Успенский придерживались версии Георгия Акрополита, по которой Кейхюсрева убил сам Ласкарис. Якобы, Феодор отрубил его голову, затем подняв её на копьё . М. Мейер лишь написал, что султан погиб в битве, а Гордлевский — что султан пал от руки какого-то франка.
Как писал О. Туран, «считается, что султан пал жертвой беспечности, и что победоносная турецкая армия потерпела поражение в результате этого».

## Последствия
В итоге победы византийцы не получили никаких территорий (поскольку правителем Хоназа и его окрестностей в 1214 году был сельджукский эмир Эсадеддин Аяз). Ф. Успенский утверждал, что Феодор получил Атталию, но П. Жаворонков писал, что это не подтверждается источниками.

Согласно Никифору Григоре, Ласкарис отправил посольство к вступившему на сельджукский трон сыну Кейхюсрева, Кейкавусу, с дарами и с плененым в битве сельджукским военачальником Сейфеддином Айбе. Кейкавус тепло принял делегацию, и отправил Сейфеддина Айбе за телом Кейхюсрева в Алашехир, после чего султан был перезахоронен в Конье 29 июня 1211 года.